# مميرة
المُمِيْرة هي امرأة ملحقة بالأفواج العسكرية كبائعة أو عاملة في مقصف المعسكر. وظيفتها التاريخية الفعلية هي بيع النبيذ والمُؤَن للجنود والعمل في المقصف.
خدمت المميرات في الجيش الفرنسي حتى بداية الحرب العالمية الأولى، ومن ثم انتشرت وظيفتهم إلى العديد من الجيوش الأخرى. خدمت المميرات أيضاً على كلا الجانبين في الحرب الأهلية الأمريكية، وفي جيوش إسبانيا وإيطاليا والولايات الألمانية وسويسرا والجيوش المختلفة في أمريكا الجنوبية، على الرغم من ذلك لا يُعرف سوى القليل من التفاصيل عن المميرات في معظم تلك الحالات لأن المؤرخين لم يجروا أبحاثاً مكثفة عنهن.